# Верхньогалеєвська сільська рада
Верхньогале́євська сільська рада (рос. Верхнегалеевский сельский совет) — муніципальне утворення у складі Зілаїрського району Башкортостану, Росія. Адміністративний центр — присілок Верхньогалеєво.

## Населення
Населення — 527 осіб (2019, 610 в 2010, 702 в 2002).

## Склад
До складу поселення входять такі населені пункти:
| Населений пункт          | Населення, осіб (2002) | Населення, осіб (2010) |
| ------------------------ | ---------------------- | ---------------------- |
| Аралбаєво, присілок      | 35                     | 1                      |
| Верхньогалеєво, присілок | 128                    | 99                     |
| Байгужино, присілок      | 275                    | 253                    |
| Бік'ян, присілок         | 52                     | 29                     |
| Нижньогалеєво, присілок  | 2                      | 2                      |
| Сидоровка, присілок      | 210                    | 226                    |